# Чорна курка (фільм, 2015)
«Чорна курка» (неп. कालो पोथी, Kalo pothi) — міжнародно-спродюсований драматичний фільм, знятий Міном Багадур Бамом. Світова прем'єра стрічки відбулась 4 вересня 2015 року на Венеційському кінофестивалі. Також фільм був показаний в секції «Спеціальні події» Київського міжнародного кінофестивалю «Молодість».
Фільм був висунутий Непалом на премію «Оскар» за найкращий фільм іноземною мовою.

## У ролях
- Кадка Раж Непалі — Пракаш
- Сукра Раж Рокая — Кіран
- Жіт Багадур Малла — батько Пракаша
- Ганша Хадка — сестра Пракаша
- Беніша Гамал — сестра Кірана

## Визнання
| Нагороди та номінації фільму «Чорна курка» | Нагороди та номінації фільму «Чорна курка» | Нагороди та номінації фільму «Чорна курка»   | Нагороди та номінації фільму «Чорна курка» | Нагороди та номінації фільму «Чорна курка» | Нагороди та номінації фільму «Чорна курка» |
| Рік                                        | Кінопремія / Кінофестиваль                 | Категорія / Нагорода                         | Номінант                                   | Результат                                  |                                            |
| ------------------------------------------ | ------------------------------------------ | -------------------------------------------- | ------------------------------------------ | ------------------------------------------ | ------------------------------------------ |
| 2015                                       | Венеційський кінофестиваль                 | Нагорода Fedeora за найкращий фільм          | «Чорна курка»                              | Перемога                                   |                                            |
| 2015                                       | Венеційський кінофестиваль                 | Найкращий фільм «Міжнародного тижня критики» | «Чорна курка»                              | Номінація                                  |                                            |